# Wok
Een wok is een halfronde holle pan in de vorm van een bolsegment met een vlakke bodem die in de Oosterse, c.q. Chinese keuken wordt gebruikt. De wok is dieper en meestal dunner dan een koekenpan en wordt voornamelijk gebruikt voor het roerbakken. Roerbakken wordt daarom ook wel wokken genoemd. Ook wordt de wok gebruikt om voedsel te stomen, stoven, braden, frituren, roken, koken of blancheren.

## Naamgeving
Het woord 'wok' is afkomstig uit het Standaardkantonees. De meeste Chinezen gebruiken echter het woord 'Guō' uit het 'officiële' Chinees (Standaardmandarijn). In Nederland wordt ook regelmatig de foutieve term wadjan (afkomstig uit het Javaans) gebruikt.

## Soorten pannen
De moderne Chinese wok heeft meestal een lange houten steel en is oorspronkelijk van gehamerd staal of gietijzer. 
Oorspronkelijk werd een wok uit een plat stuk staal vervaardigd door deze zeer langdurig met een ronde hamer in vorm te slaan waardoor kenmerkende putjes in de wok ontstonden. Na dit hamerproces ontstond er een holle pan met aan de binnenkant gehamerde holletjes, waarna de wok werd omgeklapt zodat aan de binnenkant kleine bolvormige uitsteeksels het aanbakken voorkwamen. Bij goed gebruik gingen deze wokken een leven lang mee.
Moderne pannen om te wokken zijn vaak gemaakt van roestvrij staal of aluminium, met een emaille of teflon anti-aanbaklaag. Teflon is echter niet bestand tegen de zeer hoge temperaturen die bij het echte roerbakken gebruikt worden en roestvrijstaal of aluminium vormt niet of slecht een anti-aanbak koolstoflaagje. Een traditionele wok is van koolstofstaal.

## Gebruik
Omdat koolstofstaal snel roest, wordt de wok in de traditionele keuken direct na gebruik gloeiend heet onder een hete kraan zonder schoonmaakmiddel met een bamboe wokborstel (een bundel gespleten bamboestengels bijeengebonden aan de top) of een (afwas)borstel gereinigd. Vanwege de hete bereidingstechniek en omdat de koolstofstalen wok nooit ontvet mag worden vormt zich bij gebruik een dun laagje koolstof op het oppervlak wat het de kenmerkende anti-aanbakeigenschappen geeft. Er wordt dan ook weleens gezegd: Hoe zwarter de wok hoe beter de kok. De combinatie van bakken op hoge temperatuur en deze laag zorgt voor de karakteristieke wok smaak en aroma. In het Standaardkantonees wordt dit "wok hei" genoemd, een wat romantische term die vrij vertaald 'de adem van de wok' betekent.

## Wadjan
De Indische/Indonesische wadjan is niet verwant aan de Chinese wok. De dikte van de wadjan is, in tegenstelling tot de wok, ontwikkeld voor gerechten met een lange bereidingstijd zoals de traditionele rundvleesgerechten in kokosmelk. 